# Bindusara
Bindusara foi o segundo imperador máuria (ca. 320 a.C. — 272 a.C.), depois de Chandragupta Máuria, o Grande, tendo reinado de 298 a cerca de 272 a.C.. Durante o seu reinado, o império se expandiu para o sul. Teve dois filhos, Susima e Asoka, que eram os vice-reis de Taxila e Ujaim. Os gregos chamavam-no Amitrócates ou Alitrócades - transliteração grega da palavra sânscrita "Amitragata" (assassino dos inimigos). Também era chamado de "Ajatasetru" (homem que não tem inimigos) em sânscrito.